# Milan Knobloch (fotbalista)
Milan Knobloch (* 23. srpen 1992 Městec Králové) je český profesionální fotbalový brankář, který chytá za český klub FC Zlín.

## Klubová kariéra

### Mládežnické roky
Knobloch prošel mládežnickými výběry Hradce Králové, působil také v rezervě Mladé Boleslavi.

### Žižkov, Louňovice, Živanice
Mezi lety 2013 a 2015 působil na Žižkově, v Louňovicích a Živanicích. V dresu posledně jmenovaného, v té době třetiligového klubu z Živanic nastoupil v září 2014 do utkání MOL Cupu proti pražské Spartě, obdržel 3 branky.

### FK Pardubice
V březnu 2015 přestoupil do druholigových Pardubic. V již rozehrané sezóně 2014/2015 stihl nastoupit do dvou ligových utkání.
V sezóně 2015/2016 nastoupil do osmi ligových zápasů, zároveň stihl odehrát i 3 utkání v MOL Cupu (navíc nastoupil i do jednoho utkání národního poháru v dresu spřáteleného Kolína).
Sezóna 2016/2017 již pro Knoblocha znamenala pravidelnější zápasové vytížení. 28 ligových zápasů, k tomu 2 pohárová utkání, celkem v nich všech Knobloch vychytal 11 čistých kont.
Stejně tak v následující sezóně 2017/2018 udržel Knobloch pozici týmové jedničky, odehrál 29 ligových a jedno pohárové utkání. Celkem zaznamenal 12 vychytaných čistých kont.
I v ročníku 2018/2019 začal jako pardubická jednička a jeho výkony neunikly pozornosti několika prvoligových klubů.

### FC Slovan Liberec
V únoru 2019 tak přestoupil do prvoligového Liberce. V rozehrané sezóně, stejně tak i v té následující zaujal místo liberecké dvojky. Za tu dobu nastoupil do tří prvoligových, jednoho třetiligového (v dresu rezervy) a šesti pohárových utkání, ve kterých vychytal tři čistá konta.
V sezóně 2020/2021 už začal dostávat více prostoru a dokonce se dočkal premiéry v evropských pohárech. Premiéru v nich si odbyl v prosinci 2020 v utkání základní skupiny Evropské ligy proti Crvené Zvezdě Bělehrad. K 15. květnu 2021 nastoupil k 17 ligovým a jednomu pohárovému zápasu, ve kterých zaznamenal 6 čistých kont.

## Klubové statistiky
- aktuální k 15. květen 2021

| Tým                 | Sezona            | Liga   | Liga   | Pohár  | Pohár  | Evropské poháry | Evropské poháry |
| Tým                 | Sezona            | Zápasy | Branky | Zápasy | Branky | Zápasy          | Branky          |
| ------------------- | ----------------- | ------ | ------ | ------ | ------ | --------------- | --------------- |
| TJ Sokol Živanice   | 2014/15 (3. liga) | -      | -      | 1      | 0      | -               | -               |
| FK Kolín            | 2015/16 (3. liga) | -      | -      | 1      | 0      | -               | -               |
| FK Pardubice        | 2014/15 (2. liga) | 2      | 0      | -      | -      | -               | -               |
| FK Pardubice        | 2015/16 (2. liga) | 8      | 0      | 3      | 0      | -               | -               |
| FK Pardubice        | 2016/17 (2. liga) | 28     | 0      | 2      | 0      | -               | -               |
| FK Pardubice        | 2017/18 (2. liga) | 29     | 0      | 1      | 0      | -               | -               |
| FK Pardubice        | 2018/19 (2. liga) | 8      | 0      | 0      | 0      | -               | -               |
| FC Slovan Liberec B | 2019/20 (3. liga) | 1      | 0      | -      | -      | -               | -               |
| FC Slovan Liberec   | 2019/20           | 3      | 0      | 6      | 0      | -               | -               |
| FC Slovan Liberec   | 2020/21           | 17     | 0      | 1      | 0      | 1               | 0               |
| Celkem              | Celkem            | 96     | 0      | 15     | 0      | 1               | 0               |